# Manoir de Surlande
Le manoir de Surlande est un édifice situé à Réminiac en France.

## Localisation
Le manoir est situé sur le territoire de la commune de Réminiac, au lieu-dit Surlande, dans le département du Morbihan en région Bretagne.

## Description
Le manoir date du XIXe siècle. Plan allongé. Édifice à un étage carré, élévation à travées, construit en moellons de granite et de schiste. Toiture à longs pans recouverte d'ardoises, croupe. Escalier dans-œuvre.

## Historique
Le manoir est inscrit à l'inventaire général du patrimoine culturel.